# Roosevelt Park
Roosevelt Park es una ciudad de Estados Unidos. Pertenece al Estado de Míchigan y está situada en el condado de Muskegon.
En el Censo de 2010 tenía una población de 3831 habitantes y una densidad poblacional de 1.440,27 personas por km².

## Geografía
Roosevelt Park se encuentra ubicada en las coordenadas 43°11′53″N 86°16′24″O / 43.19806, -86.27333. Según la Oficina del Censo de los Estados Unidos, Roosevelt Park tiene una superficie total de 2.66 km², de la cual 2.66 km² corresponden a tierra firme y (0%) 0 km² es agua.

## Demografía
Según el censo de 2010, había 3831 personas residiendo en Roosevelt Park. La densidad de población era de 1.440,27 hab./km². De los 3831 habitantes, Roosevelt Park estaba compuesto por el 85.85% blancos, el 8.38% eran afroamericanos, el 0.63% eran amerindios, el 1.62% eran asiáticos, el 0% eran isleños del Pacífico, el 1.1% eran de otras razas y el 2.43% pertenecían a dos o más razas. Del total de la población el 3.86% eran hispanos o latinos de cualquier raza.